# Honda Jade
La Honda Jade est un modèle de voiture produit par Honda. Elle a été introduite pour la première fois sur le marché chinois en septembre 2013, où elle est fabriquée par Dongfeng Honda. 
La Jade est basée sur la Civic de neuvième génération et dispose de deux versions de sièges pour 5 ou 4+2 passagers. Elle rivalisera avec des véhicules tels que les Kia Carens et Mazda5. La Jade a été développé principalement avec le marché chinois, mais elle a depuis été commercialisé au Japon à partir de février 2015 et devrait être commercialisée dans d'autres régions à l'avenir,. 
Outre les deux options de sièges (5 ou 4+2), il existe deux niveaux de finition (EXi ou VTi), et deux transmissions (5AT ou CVT)  et deux moteurs au choix (1,8 L à la sortie, suivi de 1,5 L Turbo). 